# Epona (Mythologie)

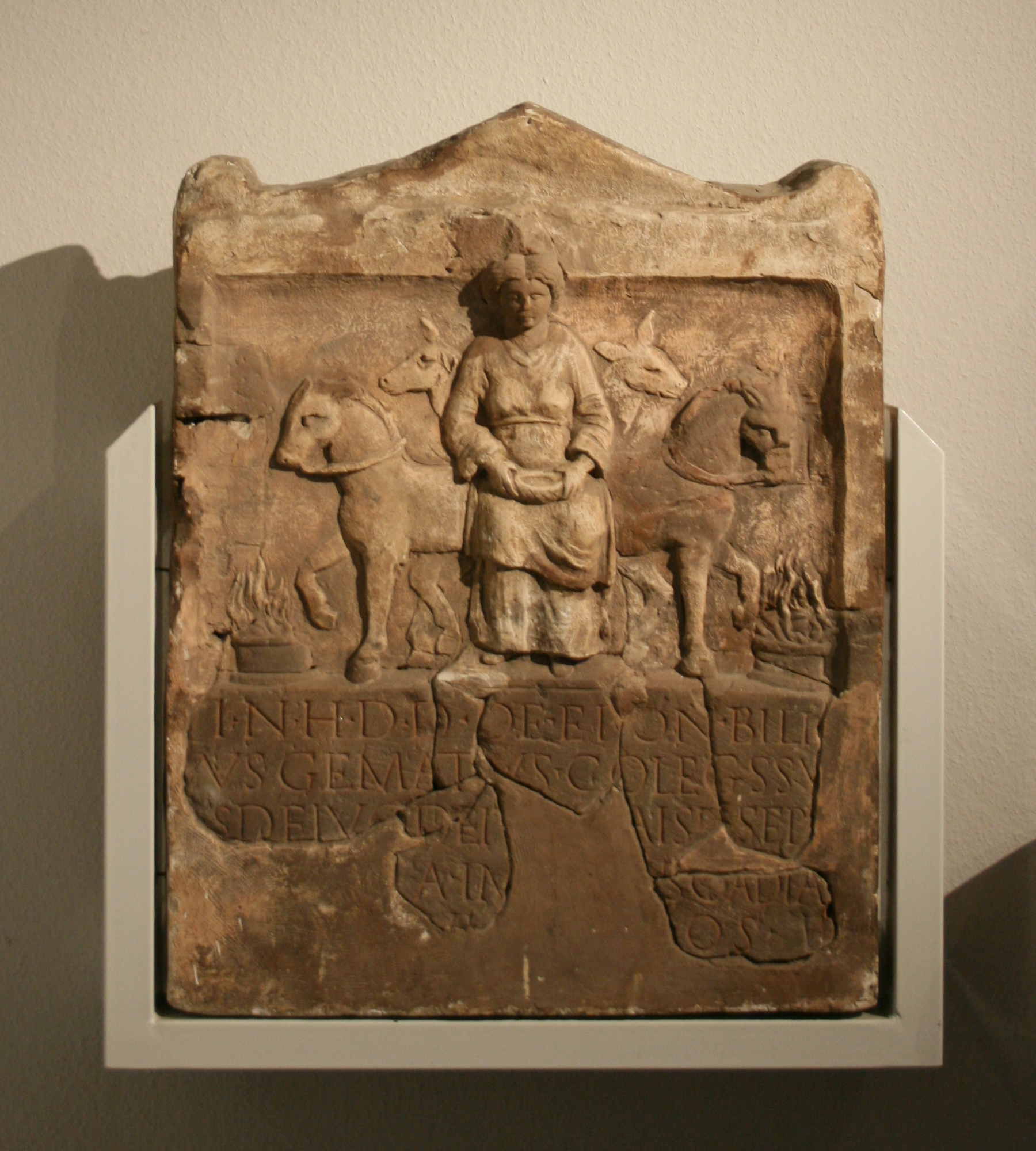
Epona-Relief aus dem Kastell Kapersburg, Ausstellung im Wetterau-Museum in Friedberg (Hessen).

Epona, seltener auch Epana genannt, ist eine keltische Göttin der Fruchtbarkeit sowie die römische Göttin der Pferde. Der Name leitet sich vom gallischen Wort epos „Pferd“ (verwandt mit gleichbedeutendem irisch ech und kymrisch ebol „Fohlen“) ab. Sie trägt auf Inschriften mehrmals den Titel Regani.

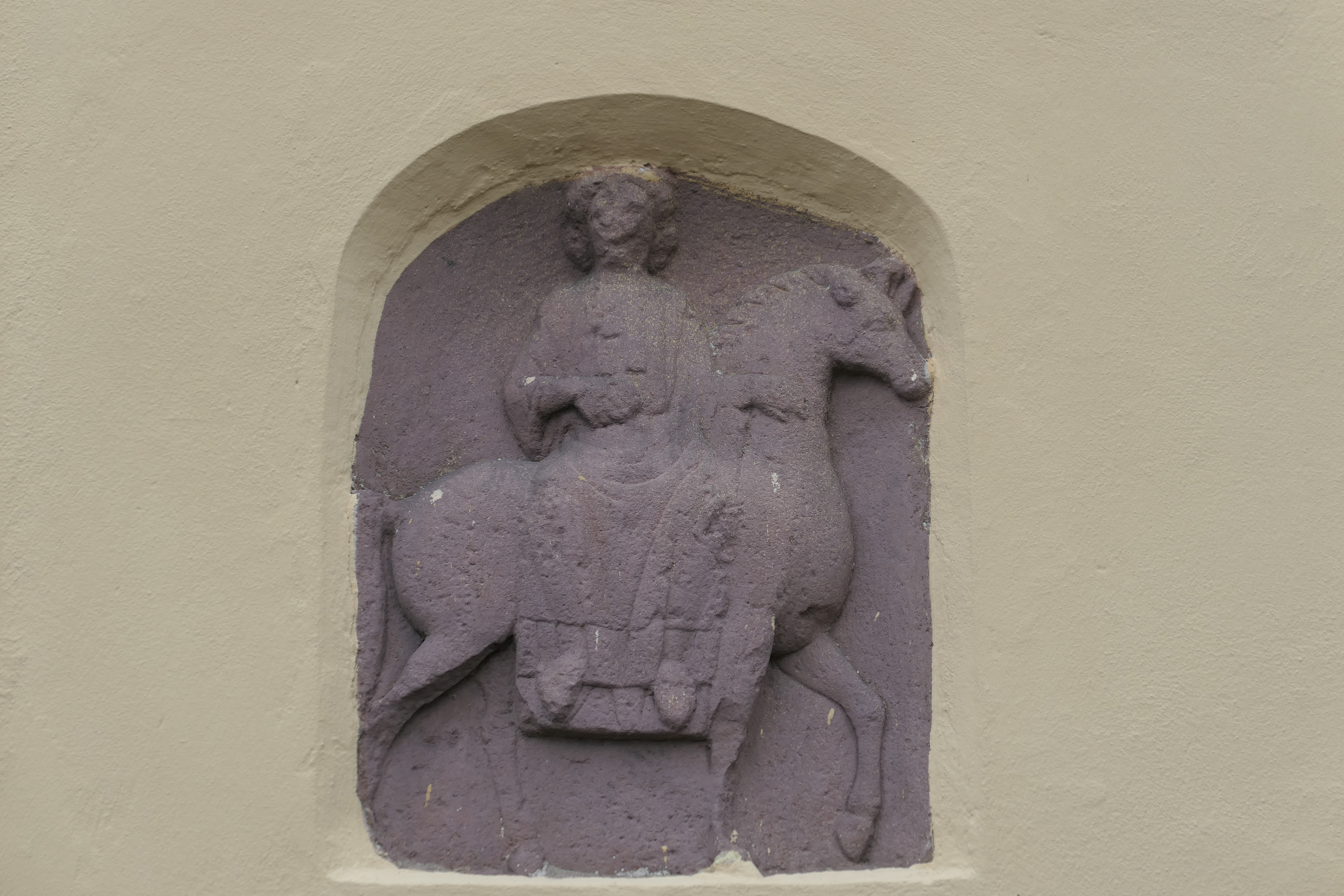
Epona-Relief an der Nordwand der ehem. Kirchenburg, Königsbach

## Verbreitung und Mythologie

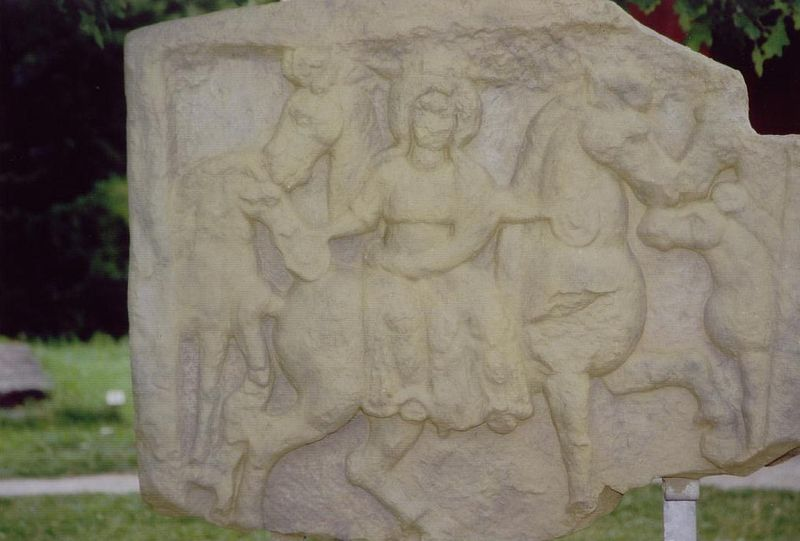
Pferdegöttin Epona Gallorömischer Tempelbezirk im AP Cambodunum

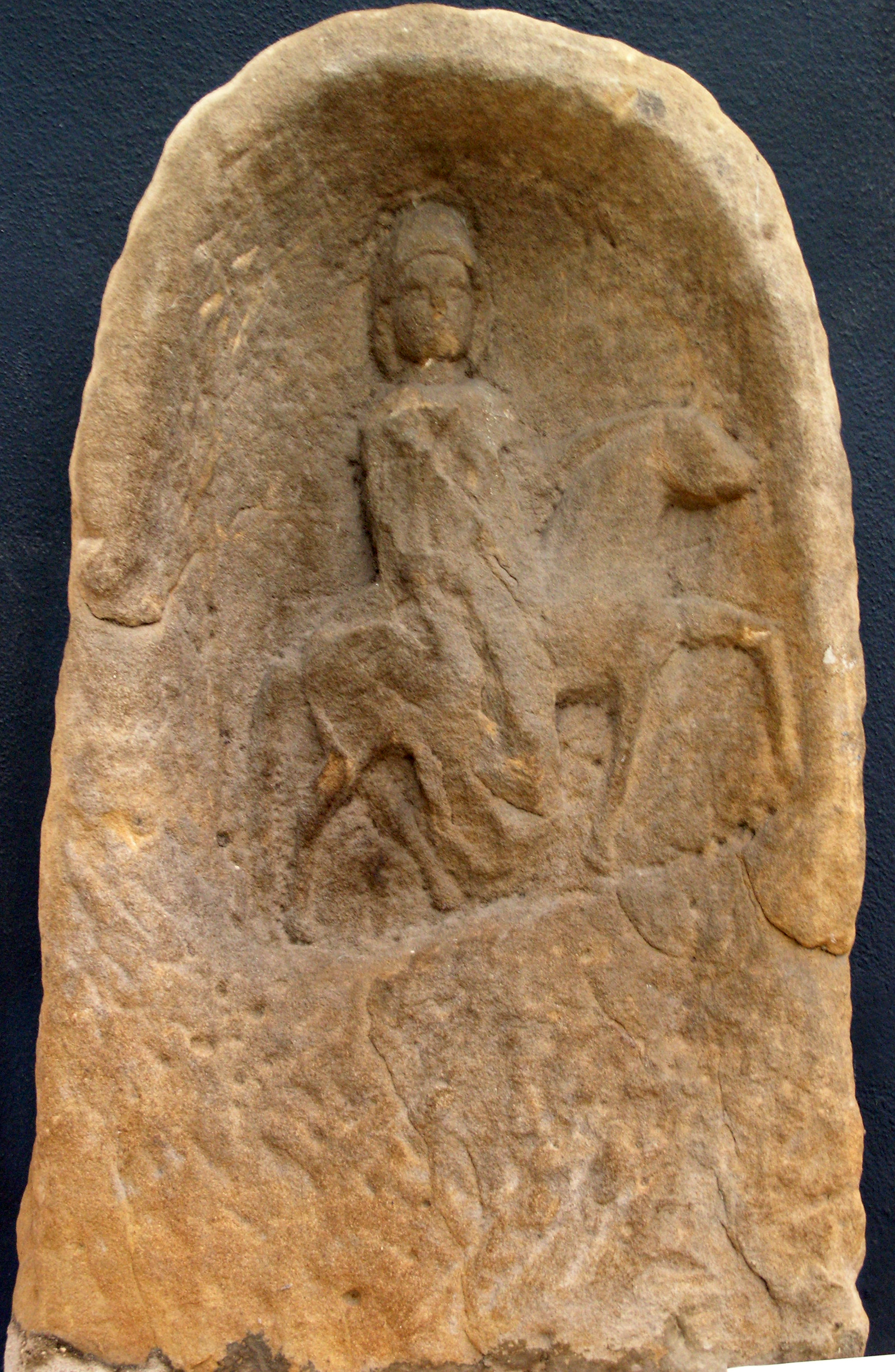
Stele aus Freimingen-Merlenbach (Lothringen) 3. Jh. n.Ch.

Die Verehrung Eponas war zu Zeiten der Kelten und Gallo-Römer in der Antike bis Spätantike im gesamten keltischen Raum (Celticum) verbreitet, was durch rund 60 Weiheinschriften bezeugt ist. Epona wurde meist mit Pferden, oft auch mit einer Schale, Früchten oder einem Füllhorn abgebildet, was auf eine zusätzliche Funktion als Fruchtbarkeitsgöttin schließen lässt. In Italien wird sie in einer Inschrift mit den Kalenden (Monatserster) des Ianuarius (Januar) in Verbindung gebracht.
Die römischen Truppen übernahmen Epona als Göttin der Pferde und der Reiterei, wobei sie nicht nur als Schutzgöttin der Kavallerie, sondern auch der Wagenführer verehrt wurde. In der Spätantike wurde das Fest der Epona in der Umgebung von Mantua am 18. Dezember begangen. Nach Angaben bei Juvenal (Satiren 8,155–157) und Apuleius (Metamorphosen 3,27,2) wurden Figuren der Göttin in kleinen Schreinen bei Pferdeställen verehrt. Juvenal verspottet die römische Nobilität, weil sie wie Pferdeknechte bei Epona, der „Figur auf stinkenden Stallwänden“, schwören würde; Apuleius erwähnt die Rose als Schmuck der Kultbilder. Minucius Felix (Octavius 28,7) nennt ebenfalls mit Rosen geschmückte Pferde und Esel, die Epona zu Ehren manchmal auch geopfert würden. Auch bei Tertullian (Apologeticum 16,3; Ad nationes 1,11) wird die Göttin genannt.
Als Mutter- und Landesgöttin wird sie in ihrer Funktion als Nothelferin gesehen. Epona wird zwar immer wieder mit der walisischen Göttin Rhiannon verglichen, doch lässt sich ein derartiger Bezug weder anhand der literarischen noch der archäologischen Quellen belegen. Bei Plutarch (mor. 312E) wird die Zeugung Eponas durch die Vereinigung eines misogynen (frauenhassenden) Römers namens Fulvius Stella mit einer Stute erklärt.
In einer künstlichen Höhle in Marquínez einem Ortsteil der Gemeinde Bernedo Álava in der Region Montaña Alavesa in Spanien, gibt es eine Felsgravur, die von einigen Gelehrten als Göttin Epona identifiziert wurde. Das Relief zeigt einen Mann und eine Frau auf dem Pferderücken. Letztere wird als eine Darstellung der Göttin Epona und ersterer als Beter oder Anhänger gedeutet.